# Зике, Карл Карлович
Карл Карлович Зике (8 (20) января 1850, Санкт-Петербург — 22 мая (3 июня) 1890, Санкт-Петербург) — российский композитор, капельмейстер и музыкальный педагог.
Окончил Санкт-Петербургскую консерваторию (1870) по классам фортепиано Александра Виллуана и композиции Николая Зарембы, занимался также в органном классе Генриха Штиля. В 1878 году дополнительно окончил курс композиции Николая Римского-Корсакова. Давал частные уроки, в том числе  Артуру Фридхайму. Дирижировал оперными спектаклями в Музыкально-драматическом кружке любителей, где поставил в первый раз в Санкт-Петербурге оперы «Кузнец Вакула» Соловьёва (1880) и «Евгений Онегин» Чайковского (1883).
В 1881-1882 гг. профессор теории музыки в Московской, затем до конца жизни в Санкт-Петербургской консерваториях. Преподавал гармонию, контрапункт, хор; его учениками были, в частности, Антон Аренский и Николай Черепнин.
В 1889 году по поручению А. Г. Рубинштейна ревизовал провинциальные отделения Русского музыкального общества.
Написал увертюру к «Мессинской невесте» Фридриха Шиллера, музыкальную картину «Чёрное море», хор «Пери» и несколько фортепианных пьес.